# 1791 Patsayev
Patsayev (asteróide 1791) é um asteróide da cintura principal com um diâmetro de 25,71 quilómetros, a 2,346592 UA. Possui uma excentricidade de 0,1451094 e um período orbital de 1 661,04 dias (4,55 anos).
Patsayev tem uma velocidade orbital média de 17,97749683 km/s e uma inclinação de 5,36288º.
Esse asteróide foi descoberto em 4 de Setembro de 1967 por Tamara Smirnova.